# Hinduism i Frankrike

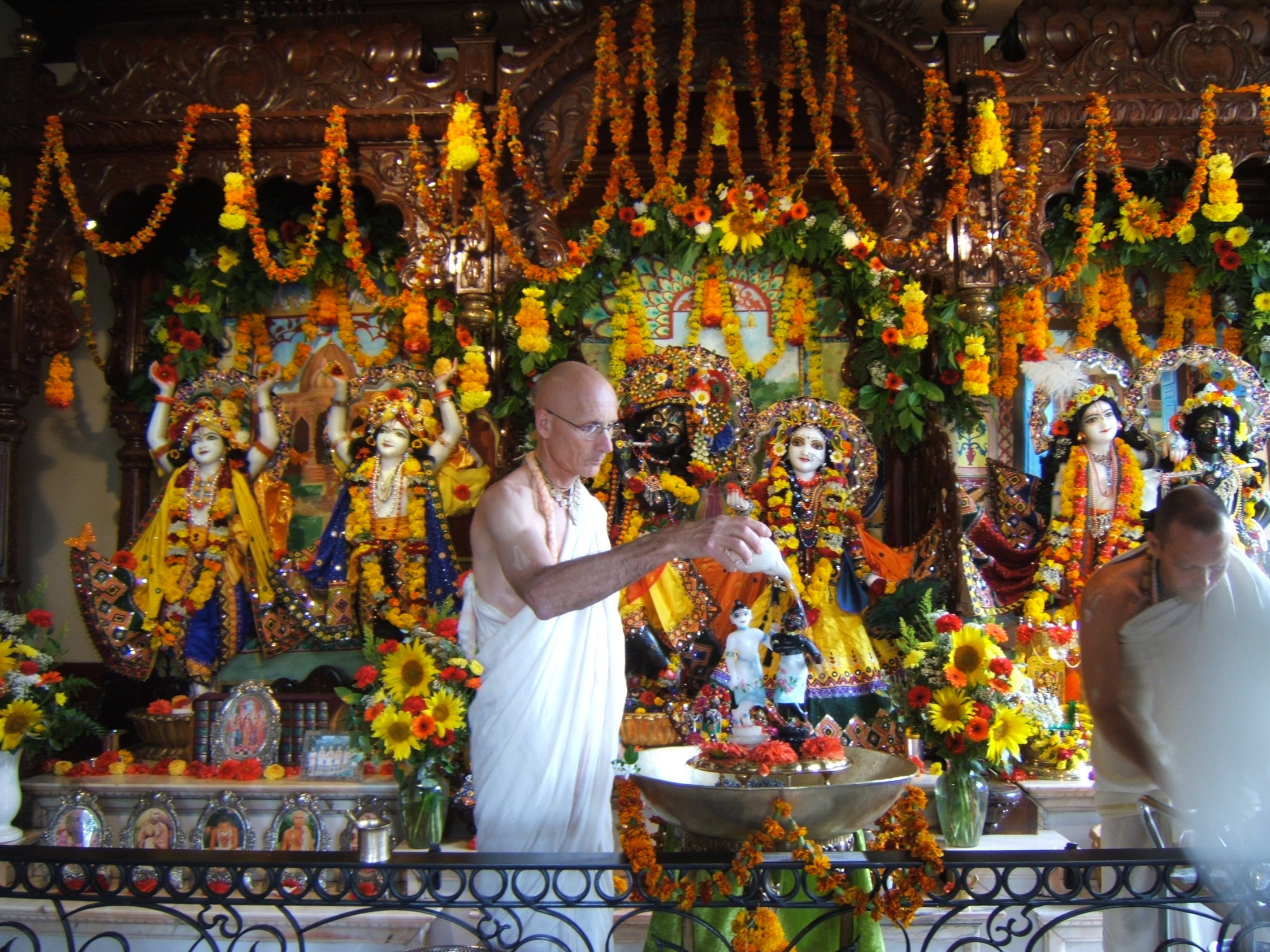
Ett ISKCON-tempel i Luçay-le-Mâle i Frankrike.

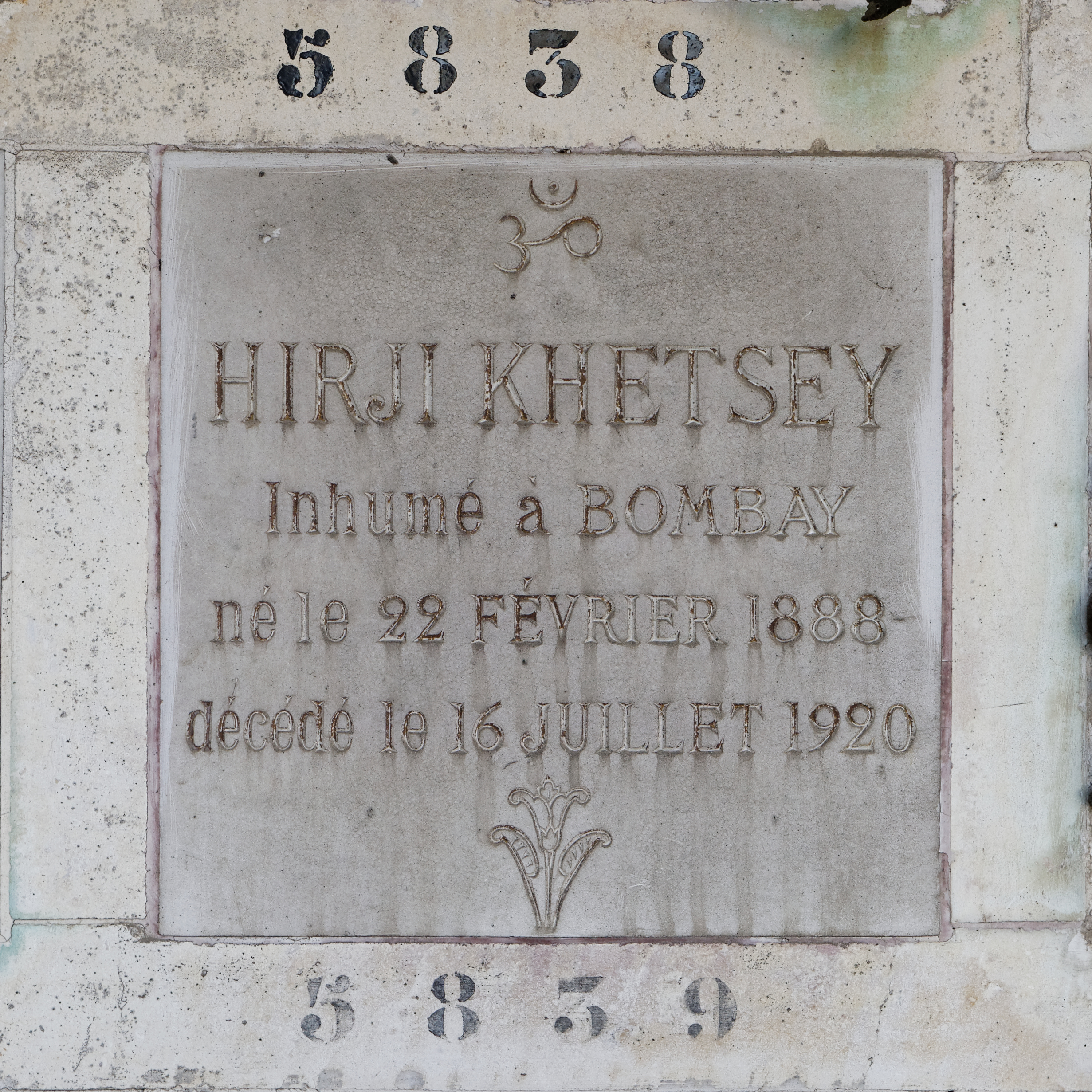
Hinduisk gravsten i kolumbariet på Père-Lachaise-kyrkogården i Paris.

Hinduism i Frankrike är en minoritetsreligion som utövas av över 121 000 personer, vilket motsvarar omkring 0,2 % av landets befolkning. De flesta hinduer i Frankrike tillhör den tamilska diasporan  från Sri Lanka eller den indiska diasporan, men det finns även många större grupper från Nepal, Afghanistan, Mauritius och andra länder. Det finns också fransmän (franska medborgare) som bekänner sig till hinduismen.
Frankrike har den femte största hinduiska befolkningen i Europa, efter Storbritannien, Italien, Nederländerna och Tyskland.

## Hinduismens framväxt i Frankrike
De första hinduerna anlände i Frankrike redan under början av 1700-talet, och var främst sjömän och tjänstefolk som senare konverterade till kristendomen. Hinduisk närvaro förblev begränsad fram till öppnandet av Suezkanalen 1869, vilket förkortade resvägen mellan Indien och Europa. Därefter började indiska dansare, musiker och yogautövare migrera till Frankrike, och den hinduiska befolkningen växte långsamt. Mellan 1900 och 1920 uppfördes ett tillfälligt hinduiskt tempel. Under samma period började affärsmän, studenter och intellektuella bosätta sig i Paris, och Frankrike blev även en tillflyktsort för indiska självständighetskämpar.
Hinduisk invandring till Frankrike ökade i samband med Indiens självständighet 1947. År 1971 inleddes en migration av hinduiska bengaler till Frankrike. Vid mitten av 1970-talet hade omkring 60 000 indier, varav cirka 40 % var hinduer, migrerat från Pondicherry till Frankrike. Även mauritier började komma till Frankrike för arbete och studier efter att Mauritius blivit självständigt. I dag finns det cirka 60 000 mauritier i Frankrike, främst hinduer och muslimer, varav de flesta bor i Paris.
Den största gruppen hinduer i Frankrike utgörs numera av lankesiska tamiler, vars antal ökade kraftigt under inbördeskriget i Sri Lanka när många flyktingar sökte asyl i västvärlden. Många av dessa hade ursprungligen Storbritannien som mål, men i takt med att Storbritannien införde striktare regler kring invandring slog sig många i stället ner i Frankrike. Av liknande skäl har även hinduer från Gujarat, Pakistan och Bangladesh bosatt sig i Frankrike.

## Hinduismens inflytande i Frankrike
År 2022 firades Durga Puja i tolv olika paviljonger runt om i Frankrike, med ceremonier som inkluderade dyrkan, Anjali-offer, utdelning av prasad samt olika kulturella program. Diwali firas på Réunion, och Ganesh Chaturthi uppmärksammas i Paris.

## Hinduism i Frankrikesutomeuropeiska territorier

### Hinduism på Martinique
Hinduismen utövas på Martinique av departementets indo-martinikiska invånare. Även om personer med indiskt ursprung utgör cirka 10 % av öns befolkning, uppskattas endast omkring 15 % av dem vara hinduer.

### Hinduism i Franska Guyana
I Franska Guyana utövades hinduismen år 2010 av cirka 1,6 % av befolkningen. De flesta av dem är ättlingar till indo-guyananer, som år 2014 uppskattades till cirka 360 000 personer.

### Hinduismen på Réunion
Den franska staten för ingen officiell statistik över religiös tillhörighet, vilket gör det svårt att exakt fastställa antalet hinduer på Réunion. Uppskattningar över antalet utövande hinduer varierar mellan 6,7 %  och 10,7 %. De flesta större orter har fungerande hinduiska tempel. Ett intressant särdrag är att vissa personer med indiskt ursprung samtidigt utövar både katolska och hinduiska traditioner, vilket har lett till att de ibland beskrivs som ”socialt katolska men privat hinduiska”.

### Hinduism på Guadeloupe
På Guadeloupe praktiseras hinduism av vissa indo-guadeloupier. Enligt statistiken är cirka 0,5 % av befolkningen hinduer.

## Kända franska hinduer
- Vikash Dhorasoo, fotbollsspelare och medlem av den franska truppen till fotbolls-VM 2006. Han har mauritisk-indiskt ursprung och kommer från Le Havre.
- Alain Danielou, fransk historiker, intellektuell, musikolog och indolog, samt en av de mest kända västerlänningarna som konverterat till shaivitisk hinduism.
- Arnaud Desjardins, fransk journalist och dokumentärfilmare, lärjunge till Swami Prajnanpad.
- François Gautier, fransk journalist bosatt i Indien, känd som västerländsk konvertit till hinduismen.
- Bapi Das Baul, bengalisk folkmusiker född i Calcutta, numera bosatt i Frankrike.
- Bollozzou Bassavalingam, poet och författare född i Yanam och numera bosatt i Frankrike.
- Jayasri Burman, målare och skulptör född i Calcutta.

## Kända hinduiska tempel
- Sri Sathya Narayana Padhuga Temple, 6-8 Avenue Anatole France, 94600 Choisy-le-Roi, Frankrike[9]
- Ganesh-templet, 17 Rue Pajol, 75018 Paris, Frankrike[10]
- Radha Krishna Temple, 230 Avenue de la Division Leclerc, 95200 Sarcelles, Frankrike[9]